# Жернаков, Владимир Ипполитович
Влади́мир Ипполи́тович Жернаков (2 ноября 1878, Тулинское, Томская губерния — 1942, Томск) — русский купец, политический и общественный деятель, первый городской голова Ново-Николаевска.

## Биография

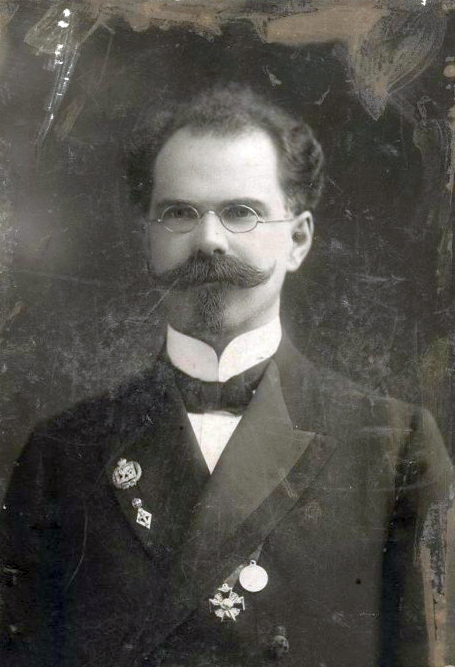
В. И. Жернаков, 1913 год

Родился 2 ноября 1878 года в Тулинском селе Колыванского уезда Бердской волости Томской губернии.
Окончил трёхгодичную коммерческую академию при Томском университете (1895—1898), получив звание купца 2-й гильдии.
В 1900—1906 годах учился заочно на юридическом факультете Петербургского университета, который окончил с отличием, получив звание младшего советника юстиции.
Был директором «Ново-Николаевского крупчато-мукомольного товарищества», совладельцем торгового дома «В. И. Жернаков и Ко», магазина по продаже обуви в городском торговом корпусе, одним из учредителей «Сибирского табачного товарищества».
В 1902 году умер отец Владимира Ипполитовича, после чего он на правах старшего в семье начинает управлять семейным капиталом, а также заниматься общественными делами.
В 1903 году — инициатор очередного ходатайства о присвоении Новониколаевскому посёлку городского статуса (удовлетворено в декабре 1903 года Николаем II).
В период упрощённого городового положения Новониколаевска (1904—1908) был гласным уполномоченным.
19 июня 1905 года избран одним из семи кандидатов в общественное управление города на первое четырёхлетие (за Жернакова было отдано 74 шара против 17).
В 1908 году Жернаков отправил министру финансов, министру путей сообщения, начальнику Сибирской железной дороги и государственному контролёру два ходатайства от Новониколаевского общественного городского управления о переносе Управления дороги из Томска в Новониколаевск.
1 января 1909 года Новониколаевск перешёл на полное городовое положение, благодаря чему у жителей города появилось право выбирать Городскую думу, которая 29 апреля 1909 года выбрала Жернакова головой города.
Жернаков был сторонником проекта постройки железной дороги Ново-Николаевск—Бийск—Семипалатинск и ещё с 1908 года фактически возглавлял «штаб», в который входили руководители дум этих городов, координировавшие свои действия посредством встреч и телеграмм с письмами. В 1909—1911 годах он неоднократно приезжал в Петербург с целью убедить Комиссию по железным дорогам поддержать Новониколаевскую магистраль.
В конце 1913 года Жернаков решил взять трёхмесячный отпуск в связи с плохим самочувствием, однако уже в январе 1914 года переизбиран на второй срок. В марте его здоровье ухудшается, он просит думу об уходе с поста городского руководителя.
18 марта 1914 года удостоен звания «Почетный гражданин города Новониколаевска»
«за понесённые им труды на пользу города в течение пяти лет руководства Городской Думой».
С 1915 по 1916 год занимал должность директора Новониколаевского Мукомольного товарищества.
В 1917 году вступил в партию конституционных демократов (кадеты), в период революции 1917 года — кандидат в Новониколаевское Народное Собрание.
В 1920 году — директор Ново-Николаевского отделения Сибирского банка.
Во время колчаковского периода уехал в Томск, здесь продолжил коммерческую и общественную работу. В 1920 году — технический секретарь в томском институте физкультуры, в 1920—1922 годах — коммерческий директор в Губсоюзе Томска.
В 1922 году вернулся в Новониколаевск, где долгое время занимал различные коммерческие должности. В 1922—1929 годах — товарищ управляющего новосибирского Госбанка, в 1929—1930 — коммерческий директор в «Сибрыбтресте» Новосибирска.

### Арест и лагерная ссылка
В 1931 году Жернакова вызвали в Москву, откуда направили в Харьков для налаживания коммерческих дел, в этом городе был арестован ОГПУ по ордеру № 1118 Государственного политического управления УСРР и направлен в Новосибирск.
С февраля по март 1931 года в Новосибирске «была раскрыта контрреволюционная вредительская организация в системе потребительской кооперации и Госбанке», якобы организованная в 1921—1923 годах. По этому делу 24 человека были арестованы. Жернаков обвинялся в членстве в партии кадетов, сборе военных налогов в колчаковский период, эмиграции в Томск после разгрома Колчака.

Владимир Жернаков после освобождения.

Основное обвинение, которое ему предъявлялось, состояло в том, что «контрреволюционная организация, одним из руководителей которой он являлся, ставила своей политической задачей борьбу с Советской властью и её свержение, для достижения чего проводилось вредительство в народном хозяйстве». Из 21 человека шестеро не признали вину, в их числе был Жернаков.
Во время следствия его самочувствие заметно ухудшилось, к нему неоднократно направляли врача, появились галлюцинации, о чём было указано в медицинском освидетельствовании от 29 марта 1931 года. Тем не менее уже 11 июня после медицинского обследования был сделан вывод, что он психически здоров, а 16 июня ему предъявляют обвинение в симуляции душевного расстройства. Дело Жернакова сразу направили в Коллегию ОГПУ на рассмотрение во внесудебном порядке, в результате чего он был приговорён к пяти годам лагерей.
21 сентября 1932 года постановлением Президиума ЦИК СССР срок заключения с учётом ходатайства Жернакова о помиловании («с отбыванием в поселке Каменка, что под Новосибирском») был изменён на три года.

### После освобождения
После освобождения вернулся к семье в Томск, где жил у своей сестры Лидии Ипполитовны.
Умер в сентябре 1942 года в Томске. Был похоронен возле часовни на томском кладбище.
Реабилитирован в октябре 1991 года.

## Семья

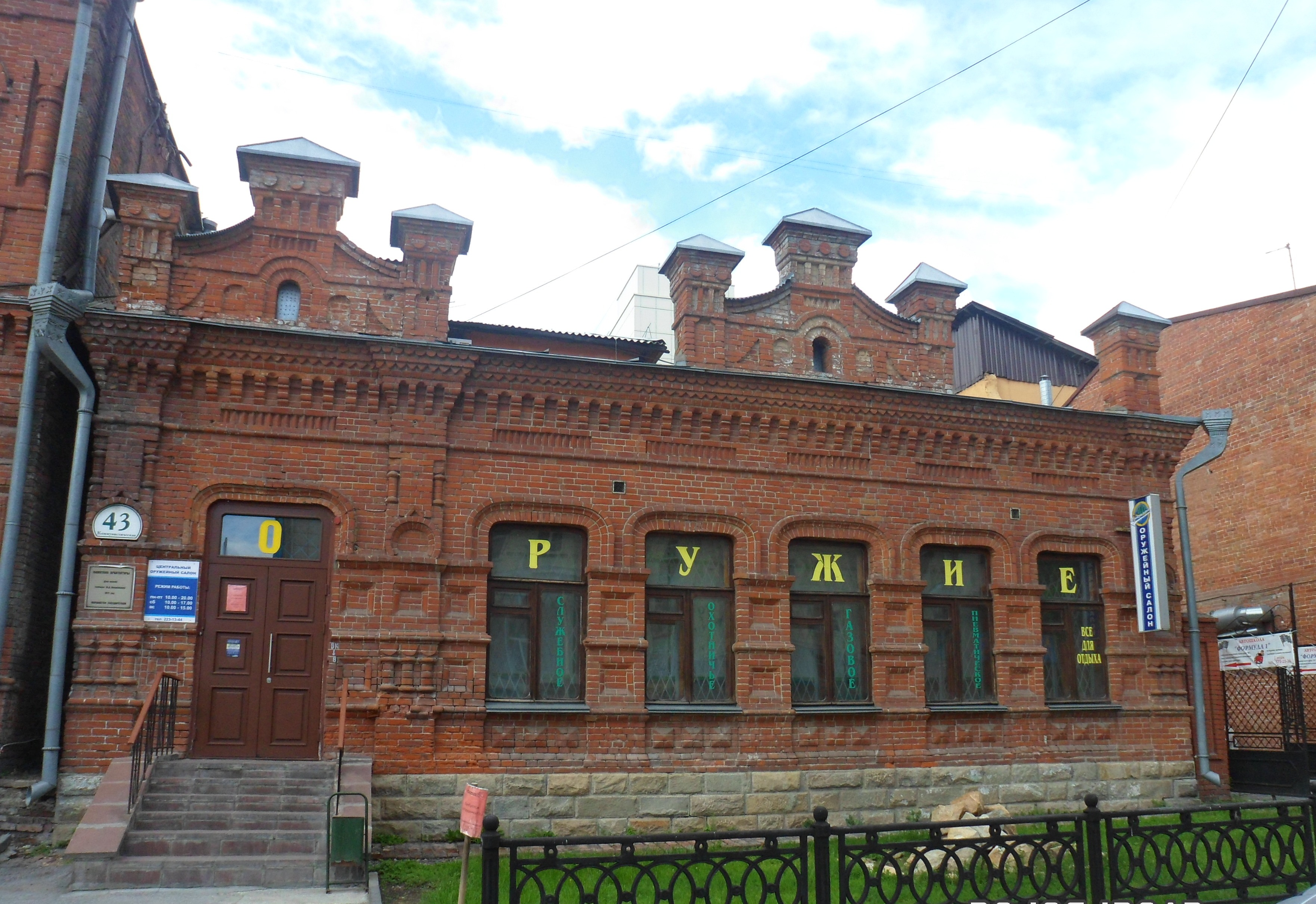
Дом матери Марии Даниловны, в котором Владимир Жернаков жил до женитьбы.

- Отец — Ипполит Александрович Жернаков (1843 или 1846—1902), барнаульский купец 2-й гильдии. 4 февраля 1876 года в Тулинском селе женился на Марии Даниловне Дудихиной.
- Мать — Мария Даниловна Жернакова, урождённая Дудихина, из купеческого сословия. В Новониколаевске владела недвижимым имуществом, в 1910 году была агентом Северного страхового общества. От брака с Ипполитом Александровичем родилось восемь детей. Владимир Жернаков был старшим сыном, в 1905 году он вместе с матерью строит одноэтажный деревянный дом на углу Александровской и Ядринцевской улиц «для проживания семьи и открытия магазина». До женитьбы Владимир Ипполитович проживал в доме Марии Даниловны на Гудимовской улице.
- Дядя — Евграф Александрович Жернаков, купец 1-й гильдии, потомственный почётный гражданин, уроженец Ирбита.
- Дядя — Илья Александрович Жернаков (1852—1930), не принадлежал к купеческому сословию. Жил в Тулинском селе, был состоятельным человеком. Владел кожевенным заводом в селе Хлопуново Бердской волости и магазином в Новониколаевске, поддерживал отношения с родственниками. Женат не был.

Владимир Ипполитович с внучатой племянницей Лидией.

- Сестра — Лидия Ипполитовна Завадовская (1881—1949), урождённая Жернакова. Была замужем за Константином Николаевичем Завадовским, крупным медицинским учёным и доктором медицинских наук. Жила в Томске, куда после заключения в 1935 году переехал Владимир Ипполитович.
- Жена — Ольга Васильевна Жернакова, урождённая Носкова. К 1931 году рассталась с мужем, но после его освобождения приехала к Владимиру Ипполитовичу в Томск, прожив с ним до его смерти.
- Внучатая племяница — Лидия Дмитриевна Волкова, урождённая Завадовская, кандидат философских наук, филолог, преподаватель истории культуры и латинского языка.